# Dualidad (álbum de Reyno)
Dualidad es el segundo álbum de estudio del dúo mexicano de rock Reyno, lanzado el 25 de septiembre de 2015 por Universal Music.
Es un disco un tanto experimental lleno de profundidad en cuanto arreglos y texturas, con letras que hablan sobre la naturaleza, el espíritu, la dualidad, fantasía y realidad que experimenta el ser humano día a día.
Fue producido por Christian Jean y Pablo Cantú en «Codependiente Producciones» en Ciudad de México, es la primera producción como dúo después de que el bajista Sebastián Franco abandonara el proyecto por motivos personales.

## Lista de canciones
| N.º   | Título                   | Duración |  |
| 1.    | «Pacifico»               | 4:26     |  |
| 2.    | «Dualidad»               | 4:14     |  |
| 3.    | «Blanco y Negro»         | 2:59     |  |
| 4.    | «Fluye»                  | 3:35     |  |
| 5.    | «Química»                | 3:30     |  |
| 6.    | «Control»                | 3:42     |  |
| 7.    | «No Olvidé»              | 3:41     |  |
| 8.    | «Fórmula»                | 3:38     |  |
| 9.    | «Cuatro Elementos»       | 3:59     |  |
| 10.   | «Revivir»                | 4:38     |  |
| 11.   | «Me Desprendo»           | 4:50     |  |
| 12.   | «Al Principio Del Final» | 2:56     |  |
| 38:36 |                          |          |  |

## Créditos
- Christian Jean - Voz, Guitarra, Bajo, Sintetizadores, programación, Productor
- Pablo Cantú - Batería, Coros, Bajo, Teclados, Sintetizadores, Programación, Productor